# Loo Hardy

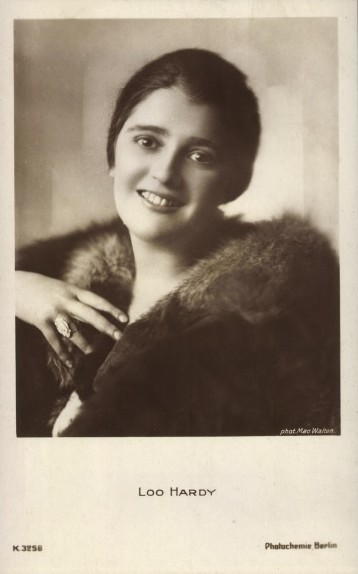
Hardy etwa 1918

Loo Hardy, geborene Charlotte Noa, verheiratet Charlotte Levy (* 11. Januar 1893 in Berlin; † 23. April 1938 in London) war eine deutsche Schauspielerin.

## Leben
Loo Hardy, Schwester des Regisseurs Manfred Noa und der Drehbuchautorin Margarete M. Langen, verlor ihren 1913 Ehemann Erich Levy 1915 im Ersten Weltkrieg und begann 1918 ihre Karriere als Filmschauspielerin. Sie spielte während der 1920er Jahre in Komödien, Krimis, Abenteuerfilmen und Melodramen. Daneben trat sie auch an Berliner Bühnen, besonders in Revuen auf.
Beim Film erhielt sie mit Beginn der dreißiger Jahre kaum noch Angebote, so dass sie nach ihrer letzten Rolle in dem Rühmann-Film Man braucht kein Geld ihre künstlerische Laufbahn beenden musste. Nach der Machtergreifung durch die Nationalsozialisten emigrierte die jüdische Schauspielerin nach London, wo sie ab September 1935 lebte. Sie versuchte, eine Pension zu betreiben, hierzu fehlten ihr allerdings die Mittel. Sie starb in einem Krankenhaus durch Vergiftung in suizidaler Absicht.

## Filmografie
- 1918: Der Stellvertreter
- 1920: Haß
- 1920: Die Sippschaft
- 1920: Schneider Wibbel
- 1920: Die Stimme
- 1920: Berlin W.
- 1920: Katharina die Große
- 1921: Miss Beryll … die Laune eines Millionärs
- 1921: Fasching
- 1921: Die kleine Dagmar
- 1921: Razzia
- 1921: Der Roman eines Dienstmädchens
- 1922: Gelbstern
- 1924: Die Bacchantin
- 1925: Das alte Ballhaus (2 Teile)
- 1925: … und es lockt ein Ruf aus sündiger Welt
- 1926: Das süße Mädel
- 1927: Die Achtzehnjährigen
- 1931: Der Weg nach Rio
- 1931: Vater geht auf Reisen
- 1931: Man braucht kein Geld